# Estádio Gigante do Norte
Estádio Gigante do Norte – stadion piłkarski, w Sinop, Mato Grosso, Brazylia, na którym swoje mecze rozgrywa klub Sinop Futebol Clube.